# Spielkreativität
Spielkreativität  ist die Fähigkeit, mit einem vorhandenen Spielgut schöpferisch gestaltend umzugehen beziehungsweise neue Spielformen zu erfinden.

## Eigenart
Spielkreativität ist eine schöpferische Tätigkeit. Sie kann sich innerhalb eines laufenden Spielgeschehens erweisen, indem sie frische Ideen und Impulse in das Spiel einbringt. Dies beinhaltet die Fähigkeit, sich flexibel auf die situativen Gegebenheiten einzustellen und diese für ein gelingendes Spielgeschehen entsprechend abzuwandeln. Spielkreativität kann aber auch das Erfinden eines völlig neuen Spiels bedeuten.
Kreatives Spielen löst sich von der starren Vorgabe einer Spielanleitung, vom „Spielen nach Rezept“. Der kreative Spieler verfügt souverän über das Spielgeschehen im Rahmen eines vereinbarten Regelwerks und der Gesetze der Fairness. Er entwickelt eigene Spielideen, eine eigene Spielstrategie mit taktischen Maßnahmen, die den Spielerfolg optimieren sollen.
Spielkreativität kann sich aber auch bereits vor der eigentlichen Anwendung, im Entstehungsprozess der Erlebniswelten, ausleben: Mit der Gestaltung einer „Behausung“ in Wohnung, Keller, Garten oder Wald, etwa in Form einer „Rückzugsecke“ oder eines „Baumhauses“, wird bereits das Herstellen der gewünschten Spiellandschaft spielerisch in das Spielgeschehen einbezogen und ein komplexes selbstbestimmtes Spielen möglich. Ähnliches gelingt mit der eigenen Kreation der Spielutensilien wie Pfeil-und-Bogen, Flitsche, Maskeraden, Puppen und Puppentheater. In der Regel sind dazu unterstützende  Rahmenbedingungen in Form einer spielfreundlichen Umgebung und Werkzeuge, die ein eigenes Gestalten ermöglichen für das Ausleben solch initiierender Spielkreativität  von Nutzen. Solche Hilfen bieten beispielsweise sogenannte „Aktivspielplätze“ „Bauspielplätze“, „Robinsonspielplätze“ oder „Abenteuerspielplätze“, die einen geschützten Raum und Anregungen durch Materialien bereitstellen, ein Arsenal, aus dem die Spielenden für ihre Einfälle schöpfen können.

## Beispiele

### Spielausgestaltung
Spielkreativität wird beispielsweise in Sportspielen wie Fußball oder Tennis erkennbar, wenn ein Spieler von dem üblichen erwarteten taktischen oder technischen Verhalten abweicht und eine den Gegner überraschende Aktion vollführt. Das Kreative besteht darin, dass eine Schablone bekannter Spielzüge verlassen und eine Variation praktiziert wird, welche die Erfolgsaussichten verbessert. Das kann beim Tennisspiel etwa die Abwandlung einer Schlagtechnik oder ein variantenreiches Stellungsspiel, beim Fußball eine spontane, den Gegner täuschende Ballbehandlung, eine unorthodoxe Zuspielform oder ein raffinierter Freistoß sein.

### Spielmodifikation
Im Freizeitbereich zeigt sich Spielkreativität etwa darin, dass nicht krampfhaft an den kodifizierten Regeln eines Spiels festgehalten wird, sondern Formen gefunden werden, die den speziellen äußeren Gegebenheiten entgegenkommen. So lässt sich das Sportspiel Volleyball im Freizeitsport auch mit einer größeren oder kleineren Spielerzahl als der offiziell vorgegebenen genussvoll spielen. Das Spielfeld kann erweitert oder verengt, die Netzhöhe dem Leistungsstand der Spielenden entsprechend verändert, ein schwererer oder leichterer Ball verwendet, sogar im Sitzen gespielt werden.

### Spielerfindung
Die anspruchsvollste Form der Spielkreativität besteht darin, aus einer vorgegebenen Spielidee heraus neue Spiele zu entwickeln. Sie ist unter sachkundiger Anleitung bereits von Erstklässlern zu leisten, wie zahlreiche gelungene Beispiele aus dem Schulbetrieb beweisen:
Der Lehramtsanwärter Heinrich Furrer hat mit einer Grundschulklasse auf spielerischem Wege ein Mannschaftsspiel entwickelt, dem sie die Bezeichnung „Stockballspiel“ gaben. In Anlehnung an Spiele wie das Polo oder das Hockey entstand dabei eine Spielform mit eigens dafür hergestellten Schlägern, Regeln und Spielvarianten, die sich überall in freiem Gelände praktizieren ließ.

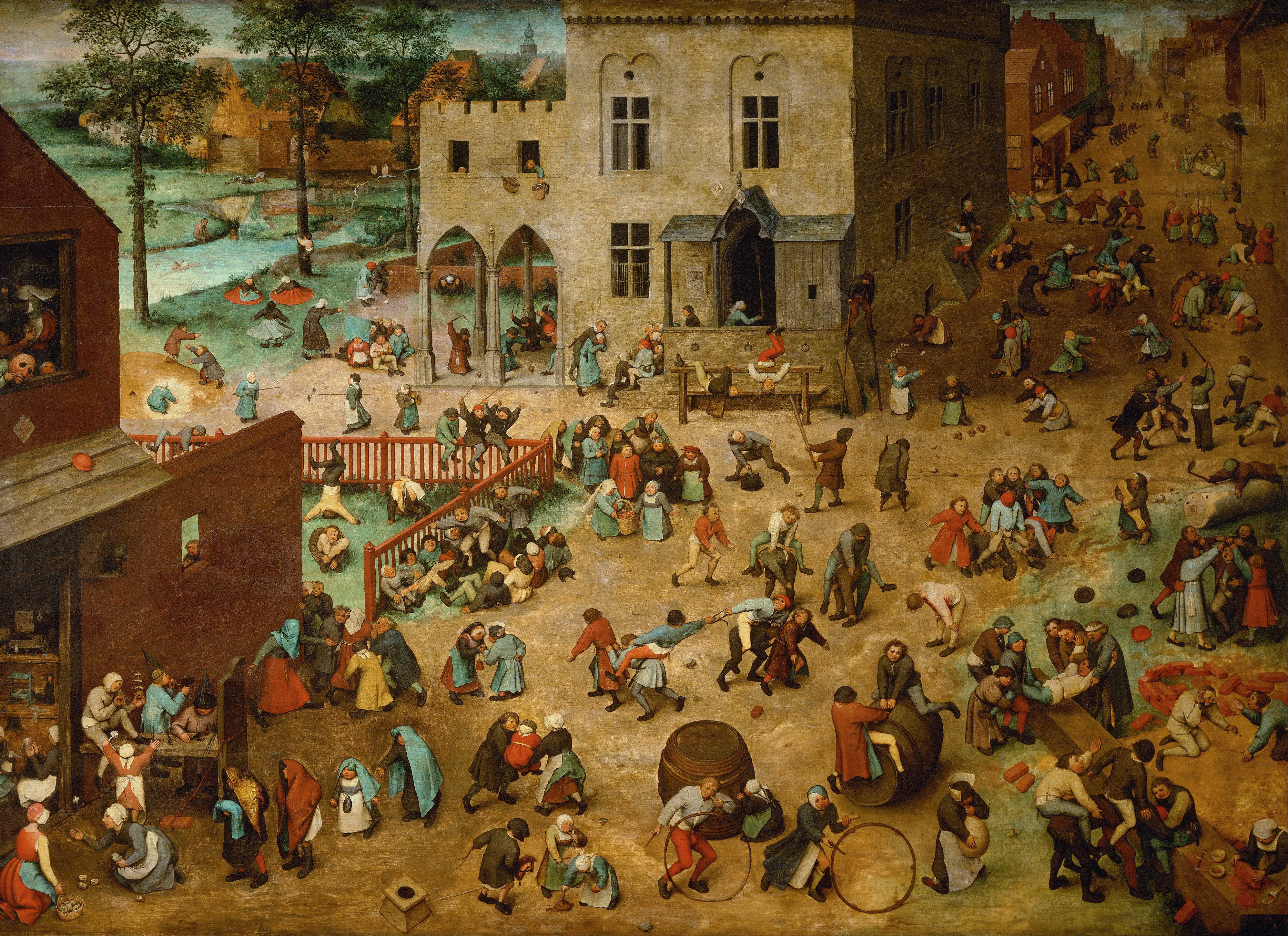
Brueghel: Die Kinderspiele 1560, ein Impuls zum Entdecken

Die Referendarin Erika Szegedi unternahm es, mit ihren Kindern Spiele wiederzuentdecken, die nur noch in bildlicher Form zugänglich waren, wie beispielsweise die von dem holländischen Bauernmaler Pieter Bruegel d. Ä. auf einem Gemälde aus dem Jahr 1560 festgehaltenen „Kinderspiele“. Die Kinder bekamen die Aufgabe, die Spiele nach ihrer Vorstellung auszuprobieren und ihnen Regeln zu geben.
Für Silke Jensch stand das Aufspüren von Spielgelegenheiten der natürlichen Umwelt im Mittelpunkt des Interesses: Die Kinder ihrer Klasse wurden in diesem Projekt angeregt, ohne jedes vorgefertigte Spielzeug in Wald und Feld ihr eigenes Terrain zum Spielen zu entdecken und sich attraktive Spiele mit Naturmaterialien auszudenken und auszuprobieren.
In der Verkehrserziehung wird seit Anfang der 1980er Jahre eine kindgemäße Methode praktiziert, die Schulanfänger dazu ermuntert, sich ein eigenes Brettspiel zu „erspielen“, das den eigenen Schulweg zum Gegenstand hat und abbildet: Die Kinder erkunden in Begleitung eines Erwachsenen Gegebenheiten, Ereignisse, Gefahren, die ihnen bei ihrem Gang durch das Stadtviertel auffallen, fotografieren sie, sprechen sie auf Band und lassen sie als Aufgaben in das Regelwerk ihres Spiels einfließen.
Selbst im digitalen Spielbereich kann sich Kreativität entfalten, wie Thomas Schmid in seinem Buch „Computerspiele selbermachen“ dargestellt hat. Die anspruchsvolle Technik erfordert allerdings nicht nur die Abkehr vom vielleicht gewohnten Konsumdenken, sondern, -worauf er eigens hinweist-, auch „ein gehöriges Maß an Geduld und logischem Denkvermögen“.

## Bedeutung
Kreatives Handeln bringt Originalität ins Spiel. Spontane Einfälle beleben und bereichern jedes Spielgeschehen. Spielkreativität aufzubringen ist allerdings anstrengender als sich in vorgegebenen Bahnen einer Spielroutine zu bewegen. Sie fordert die Spielenden in ihrer Spielfantasie und ihrem Gestaltungswillen. Sie fördert aber auch den Spielerfolg und die Spielfreude. Die Qualität des Spiels steigt mit dem Maß an Kreativität, das in das Spielgeschehen eingebracht wird. Das Produzieren neuer Spielideen erweitert zudem das vorhandene Spielgut und den Anwendungsbereich in unterschiedlichen Spielsituationen und bei unterschiedlichen Spielbedingungen. Auf kreativem Wege kann altes, oft vergessenes Spielgut zurückgewonnen, können Spiele anderer Zeiten und Völker neu entdeckt werden.